# Три сестры (фильм, 1994)
«Три сестры» — фильм российского режиссёра Сергея Соловьёва по мотивам одноимённой пьесы Антона Чехова.

## Сюжет
Когда-то генерал Прозоров, получив назначение, увёз свою семью из Москвы в небольшой провинциальный город. Генерал умер, и его дети — сын Андрей и три дочери, — не находя себе применения, мечтают вернуться в Москву, чтобы там начать новую, осмысленную жизнь. Но их мечтам не суждено сбыться.

## В ролях
- Елена Корикова — Ирина
- Ксения Качалина — Маша
- Ольга Беляева — Ольга
- Отто Зандер — Вершинин Александр Игнатьевич
- Дмитрий Рощин — Тузенбах Николай Львович
- Станислав Королёв — Соленый Василий Васильевич
- Сергей Агапитов — Чебутыкин Иван Романович
- Мария Сурова — Наталья Ивановна
- Михаил Крылов (Шулекин) — Прозоров Андрей Сергеевич
- Михаил Петухов — Кулыгин Федор Ильич
- Максим Масальцев — Федотик Алексей Петрович
- Галина Дёмина — Анфиса
- Анна Соловьёва — Маша в детстве

## Съёмочная группа
- Режиссёр: Сергей Соловьев
- Сценарист: Сергей Соловьев
- Оператор: Юрий Клименко
- Композитор: Сергей Курёхин
- Художник: Сергей Иванов
- Продюсеры: Александр Атанесян, Григорий Ряжский, Александр Бухман, Натан Федоровский